# Konstantin von Puttkamer
Freiherr Konstantin George Karl von Puttkamer (* 25. Juli 1807 in Stolp; † 12. Mai 1899 in Görlitz) war preußischer Generalmajor und zuletzt Kommandeur des 35. Infanterie-Regiments.

## Leben

### Herkunft
Seine Eltern waren Georg Wilhelm Swentzo von Puttkamer (* 11. März 1782; † 2. September 1849) und dessen Ehefrau Johanna Charlotte, geborene von Zitzewitz (* 29. Januar 1784; † 28. Januar 1859). Sein Vater war Herr auf Jassen und Chosnitz. Seine Brüder Alwin (1811–1889) und Heinrich von Puttkamer (1818–1886) wurden ebenfalls preußische Generale.

### Werdegang
Er kam 1818 als Kadett nach Potsdam und 1821 an das Berliner Kadettenhaus. Von dort kam er am 8. April 1825 als Portepeefähnrich in das 3. Infanterie-Regiment. Am 13. Mai 1826 wurde er Seconde-Lieutenant aber am 5. Januar 1829 entlassen. Aber am 15. März 1830 wurde er als Portepeefähnrich im 25. Infanterie-Regiment wieder eingestellt und schon am 24. Oktober 1830 erneut zum Seconde-Lieutenant befördert. Er kam am 25. Oktober 1832 in das 39. Infanterie-Regiment und wurde am 13. Oktober 1844 Premier-Lieutenant ernannt.
Er erhielt am 20. November 1848 seinen Abschied, um die Schleswig-Holsteinische Armee zu wechseln. Im Ersten Schleswig-Holsteinischen Krieg erwarb er sich den Roten Adlerorden 4. Klasse mit Schwertern.
Er kehrte am 25. April 1850 als Hauptmann mit Patent zum 10. Dezember 1849 zurück und wurde zunächst in das 39. Infanterie-Regiment aggregiert. Bereits am 14. Mai 1850 wurde er in das 5. Jägerbataillon versetzt. Am 28. April 1857 wurde er als Major in das 2. Landwehr-Regiment versetzt, wo er als Kommandeur in das II. Bataillon nach Stralsund kam. Am 13. Juli 1858 kam er dann als Bataillonskommandeur in das 9. Infanterie-Regiment. Dort wurde er am 18. Oktober 1861 Oberstleutnant und erhielt am 22. September 1863 den Charakter als Oberst.
Das Patent als Oberst wurde ihm am 14. März 1864 verliehen, als er Kommandeur des 35. Infanterie-Regiments wurde. Während des Deutsch-Dänischen Krieges kämpfte er an den Düppeler Schanzen und erhielt dafür am 7. Juni 1864 dafür den Pour le Mérite und am 21. August 1864 den österreichischen Orden der Eisernen Krone 2. Klasse mit Kriegsdekoration. Am 6. Februar 1866 wurde er dann mit dem Charakter als Generalmajor zur Disposition gestellt. Er starb am 12. Mai 1899 in Görlitz, als Ritter des Johanniterordens.
In der Begründung seines Pour le Mérite heißt es: Der Oberst von Puttkamer war mit seinem Regiment vorzugsweise beim Sturm und bei dem weiteren Gefecht beteiligt, da er sich als linke Flügelkolonne der Brigade den feindlichen Reserven zunächst befand, und dieselben – geführt vom General du Plat – zweimal zurückwarf und seine Truppen – ein Zug der 12. Kompagnie 25. Regiments – die ersten im Brückenkopfe waren.

### Familie
Er heiratete am 30. März 1854 in Görlitz Valeria Lutheria Bianka Jeutha (* 17. Mai 1830; † 18. Januar 1918). Das Paar hatte mehrere Kinder:
- Georgine Larissa (* 31. März 1855)
- George Christian Konstantin (* 27. Oktober 1857; † 13. Mai 1899), Hauptmann ⚭ 1883 Melanie von Ziegenhierd (* 9. Juli 1864)
- Meta Georgine Leopoldine (* 18. November 1858)
- Georgine Hermine Martha (* 10. März 1860; † 2. September 1920), Vorsteherin im Erziehungsinstitut in Friedrichsdorf bei Homburg
- Georg Jesko Karl Alwin (* 23. September 1861)
- Jesko Georg Karl Ferdinand Heinrich (* 11. November 1864; † März 1945), Hauptmann a. D. ⚭ 1894 Ella von Foerstner (* 17. Mai 1871)
- Julie Amalie Georgine Bianka (* 7. Oktober 1866) ⚭ 1898 Peter Bienemann von Bienenstamm (* 20. November 1873; † 16. November 1914), Oberförster[2]
- Georg Peter Swentzo (* 21. Juli 1869), Oberstleutnant